# Евфимий (Лапин)
Епископ Евфимий (в миру Евгений Николаевич Лапин; 14 (26) февраля 1873, село Суерское, Ялуторовский округ, Тобольская губерния — март 1938, Новосибирск) — епископ Православной российской церкви, епископ Олонецкий и Петрозаводский.

## Биография
Родился 14 февраля 1873 года в семье протоиерея Тобольской губернии.
Окончил Тобольское духовное училище, Тобольскую духовную семинарию в 1894 году и Московскую духовную академию со степенью кандидата богословия в 1898 году.
В 1899 году определён преподавателем арифметики и геометрии в Тобольское епархиальное женское училище, с 1901 года делопроизводитель его Совета.
Одновременно с 1902 года был преподавателем основного, догматического и нравственного богословия в Тобольской духовной семинарии.
С 1904 года надворный советник. Овдовел.
В июне 1908 года пострижен в монашество и рукоположён во иеродиакона, а 6 августа — во иеромонаха.
15 января 1909 года назначен ректором Томской духовной семинарии.
15 февраля 1909 года возведён в сан архимандрита. Член Томского комитета Православного миссионерского общества.
18 марта 1912 года хиротонисан во епископа Барнаульского, второго викария Томской епархии. Хиротония состоялась в Томском кафедральном соборе. Чин хиротонии совершали: архиепископ Томский Макарий (Невский), епископ Бийский Иннокентий (Соколов) и др. настоятель Богородице-Алексеевского монастыря, председатель Томского епархиального училищного совета, товарищ председателя Братства св. Димитрия Ростовского.
26 января 1916 года — епископ Якутский и Вилюйский.
Член Поместного собора Православной российской церкви 1917—1918 годов, участвовал во всех трёх сессиях, член II, III, IV, VII, XI, XIV отделов. Отказался участвовать в избрании кандидатов в патриархи, так как его не устраивал порядок избрания. Выступал с критикой проекта положения о епархиальном управлении за его недоработанность.
В июне 1920 года назначен епископом Олонецким и Петрозаводским.
В июле 1922 году привлечён к суду и находился под следствием по обвинению в «дискредитировании Соввласти». Оправдан за недоказанностью обвинения.
К июлю-августу 1922 года обновленцы объявили о его смещении с кафедры.
4 августа 1922 года вновь арестован за «распространение контрреволюционных слухов». 12 октября 1922 года освобожден под подписку о невыезде. 12 декабря амнистирован.
28 декабря 1922 года по обвинению в «распространении слухов, неблагоприятных Советской власти, торможении мероприятия по изъятию церковных ценностей» приговорён к трём годам ссылки в Сибирь.
В ссылке сохранял титул «епископа Олонецкого» до конца 1927 года, когда в числе прочих сосланных и находившихся в заключении епископов смещён с кафедры митрополитом Сергием (Страгородским).
После ссылки в Парабельском районе Нарымского края в 1927—1928 годах жил в сторожке Знаменской церкви города Томска.
28 февраля 1929 года, ввиду отбытия срока было вынесено решение «предоставить свободное местожительство в СССР».
Арестован в Новосибирске в конце 1937 года, а в марте 1938 года расстрелян. Погребён в безвестной могиле.

## Награды
- Орден Святого Станислава III степени (1907)
- Орден Святой Анны II степени (1911)
- Орден Святого Владимира III степени (1916)

## Сочинения
- Слово в день празднования 75-летия Томской епархии // Томские епархиальные ведомости. 1909. № 20.
- Речь при наречении во епископа // Церковные ведомости. Приб. 1912. № 15.
- Речи // Томские епархиальные ведомости. 1913. № 3.
- Программа для подготовления приходов Якутской епархии к благоустроению местной церковно-приходской жизни // Якутские епархиальные ведомости. 1916. № 22.
- Телеграмма // Голос Якутской Церкви. 1918. № 18/19. С. 95.